# Gravatá (kommun)
Gravatá är en kommun i Brasilien.   Den ligger i delstaten Pernambuco, i den östra delen av landet, 1 600 km nordost om huvudstaden Brasília. Antalet invånare är 76 669.
Omgivningarna runt Gravatá är en mosaik av jordbruksmark och naturlig växtlighet. Runt Gravatá är det ganska tätbefolkat, med 104 invånare per kvadratkilometer.